# Maurice Duplay
Maurice Duplay (Saint-Didier-en-Velay, 22 dicembre 1738 – Parigi, 30 giugno 1820) è stato un imprenditore e rivoluzionario francese.
Cittadino attivo nella sezione des Piques ed iscritto alla sezione del Club dei Giacobini, Duplay è soprattutto ricordato per aver ospitato e protetto il rivoluzionario Maximilien de Robespierre, il 17 luglio 1791, mentre Robespierre stesso stava fuggendo inseguito dalle guardie, a seguito del massacro del Campo di Marte; la casa dove Robespierre venne accolto, al 366 (oggi 398) di Rue Saint-Honoré, divenne in seguito di sua proprietà fino al giorno della sua caduta.

## Biografia
Inizialmente di professione falegname, Duplay divenne proprietario di tre abitazioni residenziali, attraverso le quali ricavò tre rispettivi affitti. Partecipò come membro della giuria del Tribunale rivoluzionario, condannando anch'esso Luigi XVI alla pena capitale. 
Il 27 luglio 1794, il giorno della Reazione termidoriana, l'intera famiglia Duplay venne arrestata a causa della loro stretta amicizia con Robespierre. La moglie di Duplay, Françoise Éléonore Vaugeois, s'impiccò nella sua cella una volta appresa la morte di Robespierre, mentre le figlie Élisabeth ed Éléonore vennero rilasciate l'8 dicembre 1794. Duplay, invece, venne rilasciato soltanto il 6 maggio 1795.  Élisabeth, che aveva sposato Philippe-François-Joseph Le Bas, amico di Robespierre e suicida al termidoro, gli diede un nipote, Philippe Le Bas.
Duplay muore nel 1820 e viene sepolto nella tomba di famiglia nel cimitero di Père-Lachaise a Parigi.

## Cultura di massa
Maurice Duplay è stato interpretato da Jean Bouise nella miniserie televisiva La rivoluzione francese (1989).